# ملكة جمال الدولية 2006
ملكة جمال الدولية 2006، هي نسخة مسابقة ملكة جمال الدولية السادسة والأربعون في تاريخ مسابقة ملكة جمال الدولية منذ انطلاقتها عام 1960، تم استضافة الحدث في كل من مدينة طوكيو، اليابان ومدينة بكين، الصين. وصلت المتسابقات إلى طوكيو باليابان في 12 أكتوبر، فيما عقدت النهائيات في 11 نوفمبر 2006 في مركز بكين للمعارض في بكين. شهد هذا العام تنافس 53 متسابقة. في نهاية الحدث توجت دانيلا دي جاكومو من فنزويلا من قبل بريسيوس لارا كويغامان من الفلبين ملكة جمال الدولية 2005.

## النتائج

### المراكز النهائية
| النتائج النهائية       | المتنافسة |
| ---------------------- | --- |
| ملكة جمال الدولية 2006 | - فنزويلا - دانيلا دي جاكومو |
| الوصيفة الأولى         | - بنما - مايت سانشيز غونزاليس |
| الوصيفة الثانية        | - كوريا - جانغ يون سيو |
| نصف نهائي              | - الصين - تشن تشيان - كولومبيا - كارينا غيرا رودريغيز - جمهورية الدومينيكان - ويلما أبرو نازاريو - غوادلوب - ميريتا ميلينا - الهند - سونالي سيغال - اليابان - مامي ساكوراي - بورتوريكو - شارون غوميز - أسبانيا - سارة سانشيز توريس - تايلاند - فاسانا ونغبونتري |

## الروابط الخارجية
- موقع ملكة جمال الدولية الرسمي